# Золотий глобус (Італія)
Золотий глобус (італ. Globo d'oro) — щорічна італійська кінопремія, заснована у 1959 році Асоціацією іноземної преси в Італії (італ. Associazione stampa estera in Italia).

## Історія
У 1959 році група іноземних журналістів, членів Асоціації іноземної преси в Італії, та кінокритиків Джона Френсіса Лейна, Мелтона Девіса і Клауса Руле, вирішивши віддати данину шаноби італійському кіно, яке в той час було вершиною світової культури, створили спеціальну премію на зразок голлівудського Золотого глобуса.
Вперше церемонія нагородження премією відбулася в римському готелі Excelsior у 1960 році. Першим фільмом, що отримав італійський Золотий глобус, стала детективна драма П'єтро Джермі «Факти про вбивство» (1959). Перелік категорій премії з часом було розширено із включенням до них таких, які стосуються відзначення кіномитців.
У 1981 та 1982 роках на церемоніях вручення Золотого глобуса був присутній Президент Італійської Республіки Алессандро Пертіні.
У 1995 році була започаткована Премія за життєві досягнення, а в 2001 році — за Найкращий європейський фільм. Сьогодні Золотий глобус вважається однією з трьох найважливіших кінонагород в Італії поряд з Давидом ді Донателло та Срібною стрічкою.

## Категорії
| Назва українською                     | Оригінальна назва                          |
| ------------------------------------- | ------------------------------------------ |
| Найкращий фільм                       | Globo d'oro al miglior film                |
| Найкращий перший повнометражний фільм | Globo d'oro alla miglior opera prima       |
| Найкращий режисер                     | Globo d'oro al miglior regista             |
| Найкращий актор                       | Globo d'oro al miglior attore              |
| Найкраща акторка                      | Globo d'oro alla miglior attrice           |
| Найкращий актор-відкриття             | Globo d'oro al miglior attore rivelazione  |
| Найкращий акторка-відкриття           | Globo d'oro al miglior attrice rivelazione |
| Найкращий сценарій                    | Globo d'oro alla miglior sceneggiatura     |
| Найкращий оператор                    | Globo d'oro alla miglior fotografia        |
| Найкраща музика                       | Globo d'oro alla miglior musica            |
| Найкраща кінокомедія                  | Globo d'oro alla miglior commedia          |
| Золотий глобус за кар'єру             | Globo d'oro alla carriera                  |
| Гран-прі іноземної преси              | Gran Premio della Stampa Estera            |
| Європейський Золотий глобус           | Globo d'oro europeo                        |
| Найкращий короткометражний фільм      | Globo d'oro al miglior cortometraggio      |
| Найкращий документальний фільм        | Globo d'oro al miglior documentario        |